# Cumanayagua
Cumanayagua è un comune di Cuba, situato nella provincia di Cienfuegos.

## Geografia fisica
Situato a est della Baia di Cienfuegos,  Cumanayagua si estende per oltre 1099 km2, tra pianura, colline e 42 km di costa. Le colline, che occupano il 70% del territorio, fanno parte del sistema montagnoso del  Guamuhaya (Monti Escambray), dove si trova il  Pico San Juan, che è la maggiore elevazione del centro e occidente di Cuba, con i suoi 1140 metri di altezza. La popolazione è concentrata maggiormente nella pianura o a valle delle colline.
Cumanayagua confina al norte con il comune di Cruces e a ovest con quello di Cienfuegos; mentre a est confina con Manicaragua, in provincia di Villa Clara, e Trinidad in provincia di Sancti Spíritus. A sud si trovano le calde acque del Mar dei Caraibi. Tra i vari fiumi che attraversano il territorio, i più importanti sono il fiume  Arimao e  Hanabanilla. Esiste anche un lago artificiale chiamato Avilés che contiene 190 milioni di metri cubi di acqua. Il clima è quello tipico tropicale, con piogge abbondanti quasi tutto l'anno e qualche periodo di secca. Le temperature sono relativamente alte.

## Storia
Non si sa esattamente quando  Cumanayagua divenne una zona abitata, ma esistono prove concrete che dimostrano come fosse già popolata dagli indiani quando gli spagnoli sono arrivati alle Americhe nel 1492. E infatti, il nome Cumanayagua deriva proprio dagli indiani.
Viene fondata ufficialmente come villa il 3 di maggio del 1804, con il nome di  San Felipe di Cumanayagua, che mantenne fino al 1878 quando fu denominata  Santa Cruz de Cumanayagua. Nel 1963 ottenne la categoria di Comune di Cuba tornando al nome originario  Cumanayagua.